# Virginia valeriae
Genre
Espèce
Synonymes
- Haldea valeriae (Baird & Girard, 1853)
- Carphophis harperti Duméril, Bibron & Duméril, 1854
- Virginia elegans Kennicott, 1859
- Haldea valeriae pulchra Richmond, 1954
- Virginia pulchra (Richmond, 1954)

Statut de conservation UICN

 LC  : Préoccupation mineure
Virginia valeriae, unique représentant du genre Virginia, est une espèce de serpents de la famille des Natricidae.

## Répartition
Cette espèce est endémique des États-Unis. Elle se rencontre dans le Texas, dans l'est de l'Oklahoma, en Louisiane, dans l'Indiana, dans l'Illinois, dans l'est du Kansas, dans le Missouri, dans l'Alabama, dans le Mississippi, en Géorgie, dans le nord de la Floride, en Caroline du Sud, en Caroline du Nord, en Virginie, en Virginie-Occidentale, dans le Kentucky, dans le sud-est de l'Iowa, dans le sud de l'Ohio, dans le Maryland, dans le Delaware, dans le New Jersey, en Pennsylvanie et dans le Tennessee.

## Description
C'est un serpent vivipare.

## Liste des sous-espèces
Selon The Reptile Database (25 mars 2015) :
- Virginia valeriae elegans Kennicott, 1859
- Virginia valeriae pulchra (Richmond, 1954)
- Virginia valeriae valeriae Baird & Girard, 1853

## Taxinomie
La sous-espèce Virginia valeriae pulchra est parfois considérée comme une espèce de plein rang.

## Étymologie
Cette espèce est nommée en l'honneur de Valeria Biddle Blaney (1828-1856). Le nom de la sous-espèce Virginia valeriae pulchra vient du latin pulcher, beau, en référence à l'aspect de ce serpent.

## Publications originales
- Baird & Girard, 1853 : Catalogue of North American Reptiles in the Museum of the Smithsonian Institution. Part 1.-Serpents. Smithsonian Institution, Washington, p. 1-172 (texte intégral).
- Kennicott, 1859 : Notes on coluber calligaster of Say, and a description of a new species of Serpents in the collection of the north Western University of Evanston,Ill.. Proceedings of the Academy of Natural Sciences of Philadelphia, vol. 11, p. 98-100 (texte intégral).
- Richmond, 1954 : The ground snake Haldea valeriae in Pennsylvania and West Virginia with description of new subspecies. Annals of Carnegie Museum, vol. 33, no 15, p. 251-260.